# Équipe cycliste Cyclelive Plus-Zannata
L'équipe cycliste Cyclelive Plus-Zannata est une équipe cycliste féminine professionnelle belge créée en 2011. De 2011 à 2012, elle est connue sous le nom d'équipe cycliste féminine Kleo et a pavillon italien la première année. De nombreuses athlètes proviennent de l'équipe Valdarno. Elle est dirigée par Heidi Van de Vijver. Elle fusionne en 2014 avec l'équipe Futurumshop.nl-Polaris pour devenir Futurumshop.nl-Zannata.

## Classements UCI
Ce tableau présente les places de l'équipe Cyclelive Plus-Zannata au classement de l'Union cycliste internationale en fin de saison, ainsi que ses meilleures coureuses au classement individuel.
| Année | Classement par équipes | Meilleure coureuse au classement individuel |
| 2011  | 24e                    | Andrea Graus (193e)                         |
| 2012  | 24e                    | Evelyn Arys (49e)                           |
| 2013  | 30e                    | Carla Ryan (118e)                           |

## Victoires principales

### Compétitions internationales
Cyclisme sur route
- Championnats d'Europe : 1
  - Espoirs : 2012 (Evelyn Arys )

### Championnats nationaux
Cyclisme sur route
- Championnats d'Autriche : 1
  - Course en ligne :  2011 (Andrea Graus)

## Encadrement
En 2011, les directeurs sportifs de l'équipe sont Francesco Frattini et Heidi Van de Vijver. Le premier était l'année précédente dans l'encadrement de l'équipe ACS Chirio - Forno d'Asolo, la seconde dirigeait l'équipe Redsun. Le directeur sportif adjoint est Fausto De Carli et la représentante de l'équipe auprès de l'UCI est Patrizia Barchi. L'année suivante, seule Heidi van de Vijver et Patrizia Barchi encadrent l'équipe. En 2013, les directeurs sportifs sont Gilbert De Weerdt, Rudi Dubois et Heidi van de Vijver. Le représentant de l'équipe est Alain Demortier.

## Partenaires
En 2011, les cycles sont des Corratec. En 2013, CycleLive Plus, un magazine sur le cyclisme est partenaire principal. Zannata, un fabricant de cycles devient partenaire secondaire.

## Cylelive Plus-Zannata en 2013

### Arrivées et départs
| Arrivées           | Équipe 2012                     |
| ------------------ | ------------------------------- |
| Latoya Brulee      | Topsport Vlaanderen 2012-Ridley |
| Lieselot Decroix   | Boels Dolmans                   |
| Daisy Depoorter    | Néo-professionnelle             |
| Annelies Dom       | Néo-professionnelle             |
| Elizabeth Hatch    | Amateur                         |
| Marissa Otten      | Amateur                         |
| Carla Ryan         | AA Drink-Leontien.nl            |
| Monique van de Ree | Skil-Argos                      |

| Départs             | Équipe 2013     |
| ------------------- | --------------- |
| Anne Arnouts        | Amateur         |
| Evelyn Arys         | Sengers Ladies  |
| Martina Corazza     | Amateur         |
| Annalisa Cucinotta  | Servetto-Footon |
| Petra Dijkman       | Amateur         |
| Nathalie Lamborelle | Amateur         |
| Marie Lindberg      | Amateur         |

### Effectif
| Cycliste               | Date de naissance | Nationalité | Équipe 2012                     |  |
| ---------------------- | ----------------- | ----------- | ------------------------------- |  |
| Latoya Brulee          | 9 décembre 1988   | Belgique    | Topsport Vlaanderen 2012-Ridley |  |
| Lieselot Decroix       | 12 mai 1987       | Belgique    | Boels Dolmans                   |  |
| Daisy Depoorter        | 23 septembre 1992 | Belgique    | Néo-professionnelle             |  |
| Annelies Dom           | 8 avril 1986      | Belgique    | Néo-professionnelle             |  |
| Elizabeth Hatch        | 3 juin 1980       | États-Unis  | Amateur                         |  |
| Marissa Otten          | 11 juillet 1989   | Pays-Bas    | Amateur                         |  |
| Carla Ryan             | 21 septembre 1985 | Australie   | AA Drink-Leontien.nl            |  |
| Monique van de Ree     | 2 mars 1988       | Pays-Bas    | Skil-Argos                      |  |
| Annelies van Doorslaer | 15 janvier 1989   | Belgique    | Kleo                            |  |
| Grace Verbeke          | 12 novembre 1984  | Belgique    | Kleo                            |  |

### Victoires
| Date | Course | Pays | Classe | Vainqueur |
| ---- | ------ | ---- | ------ | --------- |

### Classement UCI
| Rang | Coureuse           | Points |
| ---- | ------------------ | ------ |
| 118  | Carla Ryan         | 32     |
| 176  | Monique van de Ree | 16     |
| 441  | Annelies Dom       | 2      |

La formation est trentième au classement par équipes.

### Dissolution de l'équipe
| Arrivées | Équipe 2013 |
| -------- | ----------- |

| Départs                | Équipe 2014            |
| ---------------------- | ---------------------- |
| Latoya Brulee          | Futurumshop.nl-Zannata |
| Lieselot Decroix       | Lotto Belisol Ladies   |
| Daisy Depoorter        | Amateur                |
| Annelies Dom           | Futurumshop.nl-Zannata |
| Elizabeth Hatch        | Amateur                |
| Marissa Otten          | Parkhotel Valkenburg   |
| Carla Ryan             | Alé Cipollini          |
| Monique van de Ree     | Parkhotel Valkenburg   |
| Annelies van Doorslaer | Futurumshop.nl-Zannata |
| Grace Verbeke          | Futurumshop.nl-Zannata |